# Helicobacter heilmannii
Helicobacter heilmannii, wcześniej Gastrospirillum hominis - jest Gram-ujemną bakterią o spiralnym kształcie, kolonizującą błonę śluzową żołądka.

## Historia
Została po raz pierwszy opisana przez Denta. Początkowo była nazywana Gastrospirillum hominis, dopiero po szczegółowych badaniach genetycznych została zakwalifikowana jako Helicobacter. Nazwa pochodzi od nazwiska patologa prof. Konrada Heilmanna

## Patogeneza
Może być jedną z przyczyn łagodnego zapalenia żołądka (około 0,5-6,0% infekcji żołądka jest spowodowanych przez Helicobacter heilmanni i powstawania wrzodów trawiennych. W niektórych publikacjach opisywano związek Helicobacter heilmanni ze zwiększoną częstością występowania raka żołądka i chłoniaka MALT.